# Ludwig von Hanau-Lichtenberg (1487–1553)
Ludwig von Hanau-Lichtenberg (* 5. Oktober 1487 in Buchsweiler; † 3. Dezember 1553 in Willstätt) war ein nachgeborener Sohn des Grafen Philipp II. von Hanau-Lichtenberg und der Anna von Isenburg. Ganz noch nach der mittelalterlichen Tradition trat er deshalb in den geistlichen Stand.

## Ämter
Diese Tradition sollte sicherstellen, dass bei mehreren Söhnen immer nur einer – in der Regel der Älteste – die Herrschaft über das gesamte Territorium antrat, während Nachgeborene in geistlichen Stellungen angemessene Versorgung fanden. Dies war erforderlich, wenn die territoriale Einheit gewahrt werden sollte, weil Versorgung sonst nur über Zuteilung von Land denkbar war, was eine Teilung der Herrschaft bedeutete. Eine reine Geldrente, eine Apanage, war noch nicht allgemein akzeptiert. Außerdem hing von dieser Versorgung die Möglichkeit ab, standesgemäß zu heiraten, ein sehr teures Unterfangen wegen der erforderlichen Summen, die der Braut zu leisten waren (Widerlage und Morgengabe).
Ludwig verzichtete, ebenso wie sein Bruder Reinhard, zunächst ausdrücklich auf die Herrschaft in der Grafschaft Hanau-Lichtenberg und erhielt dafür eine Geldrente und Sachleistungen.
Ludwig absolvierte ein Studium der Rechtswissenschaften, unter anderem in Bologna, und wurde dann Domherr in Straßburg. Aus unbekannten Gründen gab er diese Stellung 1513 auf. Es ist auch an anderer Stelle zu beobachten, dass bereits im Vorfeld der Reformation der geistliche Stand als Versorgungsmöglichkeit für Nachgeborene zunehmend unattraktiv zu werden scheint. Daraufhin musste sein Bruder Philipp III. ihn nun doch mit Territorium ausstatten, er erhielt das Amt Buchsweiler. Auf dieses verzichtete er allerdings ein Jahr später wieder zugunsten seines Bruders Philipp, offiziell mit dem Argument, dass es sachdienlicher sei, wenn die Grafschaft nur durch einen regiert werde. Was im Einzelnen hinter diesen Vorgängen steht, ist aufgrund der relativ spärlichen Überlieferung nicht festzustellen. Ganz deutlich aber zeigen sich in dieser Biografie die Auswirkungen des Umbruchs in Denken und Verhalten am Ende des Mittelalters und dem Beginn der Neuzeit.
1518 erhält er einen Hof in Willstätt zum Wohnsitz zugewiesen. 1519 wird er als Judex vicariatus durch Kurfürst Ludwig V. von der Pfalz an das Reichskammergericht berufen.

## Tod
Ludwig starb am 3. Dezember 1553 und wurde in der Kirche St. Adelphi in Neuweiler bestattet.

## Familie
Ludwig war nie verheiratet, hatte aber mindestens ein außereheliches Verhältnis mit einer „Agnes“. Ob sie mit einer „von Rumpenheim“ identisch ist, ist unbekannt. Er hat Kinder hinterlassen:
1. Felicitas[3] (Lebensdaten unbekannt)
2. Caspar von Hanau[4] (Lebensdaten unbekannt)
3. Agnes von Hanau[5] (Lebensdaten unbekannt)

## Vorfahren
| Ahnentafel des Grafen Ludwig von Hanau-Lichtenberg | Ahnentafel des Grafen Ludwig von Hanau-Lichtenberg                                        | Ahnentafel des Grafen Ludwig von Hanau-Lichtenberg                                        | Ahnentafel des Grafen Ludwig von Hanau-Lichtenberg                                                      | Ahnentafel des Grafen Ludwig von Hanau-Lichtenberg                                                      | Ahnentafel des Grafen Ludwig von Hanau-Lichtenberg | Ahnentafel des Grafen Ludwig von Hanau-Lichtenberg |
| -------------------------------------------------- | ----------------------------------------------------------------------------------------- | ----------------------------------------------------------------------------------------- | --- | --- | -------------------------------------------------- | -------------------------------------------------- |
| Urgroßeltern                                       | Reinhard II. von Hanau (* 1369; † 1451) ⚭ Katharina von Nassau-Beilstein (* ?; † 1459)    | Ludwig V. von Lichtenberg (* 1433; † 1471) ⚭ Elisabeth von Hohenlohe (* 1441; † 1488)     | Dietrich von Isenburg-Büdingen (* 1400; † 1461) ⚭ Elisabeth von Solms-Braunfels (* 1409; † 1450)        | Johann II. von Nassau-Wiesbaden-Idstein (* 1419; † 1480) ⚭ Maria von Nassau-Dillenburg (* 1418; † 1474) |                                                    |                                                    |
| Großeltern                                         | Philipp I. von Hanau-Lichtenberg (* 1417; † 1480) ⚭ Anna von Lichtenberg (* 1442; † 1474) | Philipp I. von Hanau-Lichtenberg (* 1417; † 1480) ⚭ Anna von Lichtenberg (* 1442; † 1474) | Ludwig II. von Isenburg-Büdingen (* 1422; † 1511) ⚭ Maria von Nassau-Wiesbaden-Idstein (* 1438; † 1480) | Ludwig II. von Isenburg-Büdingen (* 1422; † 1511) ⚭ Maria von Nassau-Wiesbaden-Idstein (* 1438; † 1480) |                                                    |                                                    |
| Eltern                                             | Philipp II. von Hanau-Lichtenberg (* 1462; † 1504) ⚭ Anna von Isenburg-Büdingen († 1522)  | Philipp II. von Hanau-Lichtenberg (* 1462; † 1504) ⚭ Anna von Isenburg-Büdingen († 1522)  | Philipp II. von Hanau-Lichtenberg (* 1462; † 1504) ⚭ Anna von Isenburg-Büdingen († 1522)                | Philipp II. von Hanau-Lichtenberg (* 1462; † 1504) ⚭ Anna von Isenburg-Büdingen († 1522)                |                                                    |                                                    |
| Ludwig von Hanau-Lichtenberg                       |                                                                                           |                                                                                           | | |                                                    |                                                    |